# Грубнянська сільська рада
Гру́бнянська сільська́ ра́да — адміністративно-територіальна одиниця та орган місцевого самоврядування в Сокирянському районі Чернівецької області. Адміністративний центр — село Грубна.

## Загальні відомості
- Населення ради: 1 937 осіб (станом на 2001 рік)

## Населені пункти
Сільській раді були підпорядковані населені пункти:
- с. Грубна

## Склад ради
Рада складалася з 16 депутатів та голови.
- Голова ради: Кутейніков Олександр Степанович
- Секретар ради: Дубодєлов Павло Тимофійович

### Керівний склад попередніх скликань
| Прізвище, ім'я, по батькові     | Основні відомості                                                                             | Дата обрання | Дата звільнення |
| ------------------------------- | --------------------------------------------------------------------------------------------- | ------------ | --------------- |
| Кривоносов Владислав Іванович   | Сільський голова, 1977 року народження, член Соціал-демократичної партії України (об'єднаної) | 26.03.2006   | 31.10.2010      |
| Кутейніков Олександр Степанович | Сільський голова, 1981 року народження, освіта середня спеціальна, член Партії регіонів       | 31.10.2010   |                 |

Примітка: таблиця складена за даними сайту Верховної Ради України

### Депутати
За результатами місцевих виборів 2010 року депутатами ради стали:

#### За суб'єктами висування
| Суб'єкт висування | Кількість обраних депутатів | %   |
| ----------------- | --------------------------- | --- |
| Самовисування     | 16                          | 100 |

#### За округами
| № округу | Прізвище, ім'я, по батькові   | Дата визнання обраним | Освіта  | Партійна приналежність | Відомості про обраного депутата                   |
| -------- | ----------------------------- | --------------------- | ------- | ---------------------- | ------------------------------------------------- |
| 1        | Барабанов Олександр Гнатович  | 05.11.2010            | середня | позапартійний          |                                                   |
| 2        | Веліженков Іван Петрович      | 05.11.2010            | середня | позапартійний          |                                                   |
| 3        | Дубовіков Семен Павлович      | 05.11.2010            | вища    | позапартійний          |                                                   |
| 4        | Бадічел Неля Василівна        | 19.02.2014            | середня | позапартійна           | Грубнянська сільська рада, діловод сільської ради |
| 5        | Каравчук Валерій Назарович    | 05.11.2010            | середня | позапартійний          |                                                   |
| 6        | Кривоносов Віталій Федотович  | 05.11.2010            | вища    | член Партії регіонів   | фермерське господарство «Перлина Грубна», голова  |
| 7        | Кривоносов Владислав Іванович | 05.11.2010            | вища    | позапартійний          | Грубнянський сільський голова                     |
| 8        | Кутєйніков Петро Купріянович  | 05.11.2010            | середня | позапартійний          |                                                   |
| 9        | Либонь Григорій Васильович    | 05.11.2010            | середня | позапартійний          |                                                   |
| 10       | Овчінніков Сергій Григорович  | 05.11.2010            | середня | позапартійний          |                                                   |
| 11       | Попов Олександр Федорович     | 05.11.2010            | середня | позапартійний          |                                                   |
| 12       | Степанов Василь Нистифорович  | 05.11.2010            | середня | позапартійний          |                                                   |
| 13       | Степанов Євген Федорович      | 05.11.2010            | середня | позапартійний          |                                                   |
| 14       | Суржікова Надія Євласіївна    | 05.11.2010            | середня | позапартійна           |                                                   |
| 15       | Суржиков Павло Іванович       | 05.11.2010            | середня | позапартійний          |                                                   |
| 16       | Тимофєєв Георгій Аврамович    | 05.11.2010            | середня | позапартійний          |                                                   |